# 潮澄饶
潮澄饶是指中国潮汕地区的三个县区俗称，1914年后因海阳县改称潮安县，也有称为安澄饶，旧称海平帮，指原海阳县（现潮州市潮安县、湘桥区和枫溪区）、澄海县（现汕头市澄海区、龙湖区）、饶平县（现潮州市饶平县）。此三县在古时潮州三阳中，基本都属海阳。此地文风发达，人文鼎盛，饶宗颐、陈平原、张竞生、秦牧、詹安泰、梅益、杨邨人、冯铿、杜国庠、林行止、蔡澜等文化名人均出自此地。
中华人民共和国成立之前，中共曾设立潮澄饶县委。